# Aurantiocoris
Aurantiocoris is een geslacht van wantsen uit de familie van de Miridae (Blindwantsen). Het geslacht werd voor het eerst wetenschappelijk beschreven door Schuh & Schwartz in 2004.

## Soorten
Het genus bevat de volgende soorten:

- Aurantiocoris cuneotinctus (Van Duzee, 1915)
- Aurantiocoris purshiae Schuh & Schwartz, 2004